# Kopanki (województwo wielkopolskie)
Kopanki – wieś w Polsce położona w województwie wielkopolskim, w powiecie nowotomyskim, w gminie Opalenica.
W okresie Wielkiego Księstwa Poznańskiego (1815–1848) wieś wzmiankowana była jako Kopanki Olędry i należała do wsi większych w ówczesnym powiecie bukowskim, który dzielił się na cztery okręgi (bukowski, grodziski, lutomyślski oraz lwowkowski). Kopanki Olędry należały do okręgu grodziskiego i stanowiły część majątku Grodzisk (Grätz), którego właścicielem był wówczas Szolc i Łubieński. Według spisu urzędowego z 1837 roku wieś liczyła 253 mieszkańców i 42 dymy (domostwa).
W latach 1975–1998 miejscowość administracyjnie należała do województwa poznańskiego.
Do rejestru zabytków wpisano: szkołę z 2. połowy XIX wieku (przebudowaną na kaplicę), szkołę z 1896, zagrodę nr 1 (1880), nr 23 (1900), nr 68 (1904-1920), nr 81 (2. połowa XIX wieku), dom nr 3 (2. połowa XIX wieku).